# Collège de la Marche

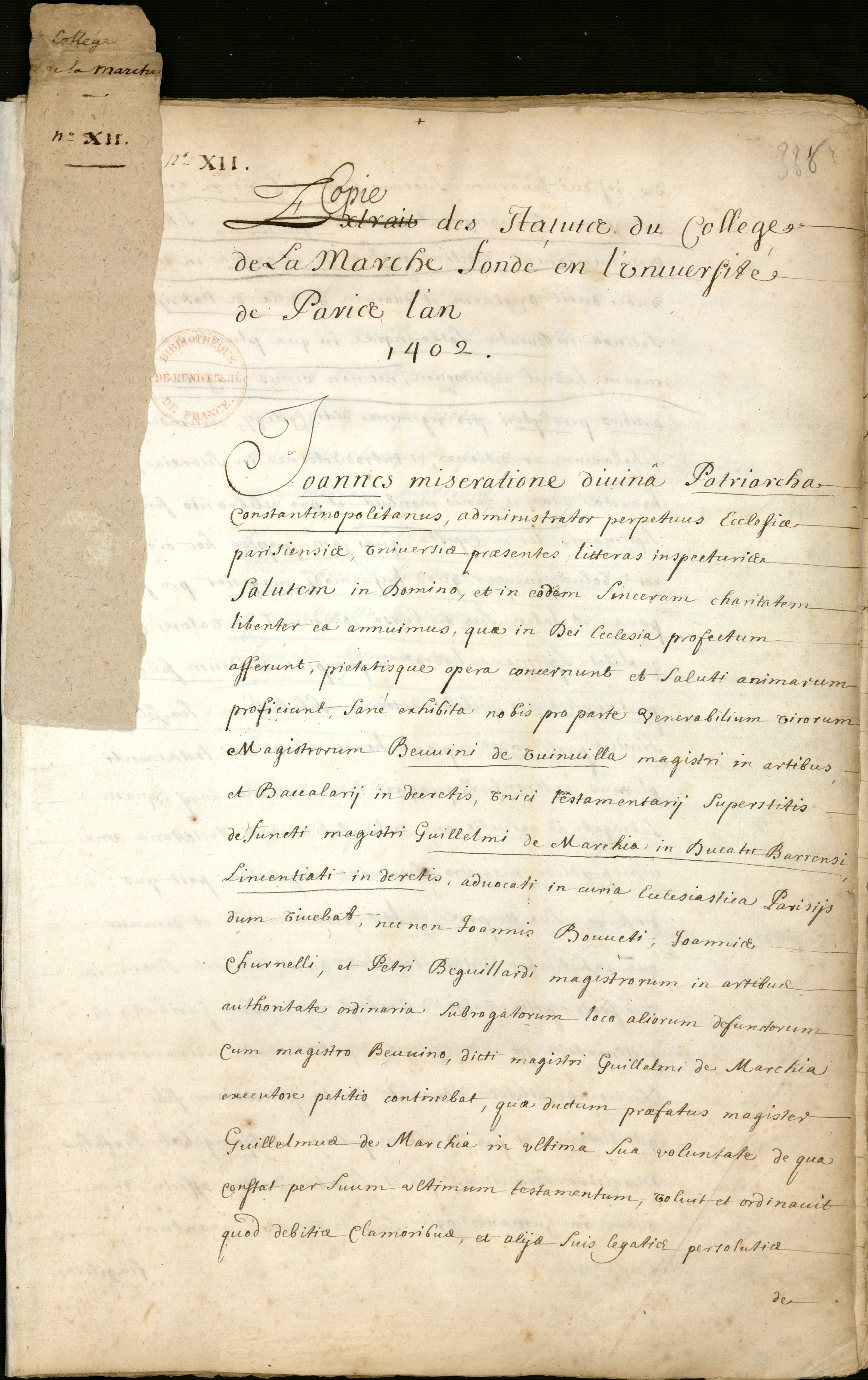
Fondation et statuts du collège de La Marche (Bibliothèque de la Sorbonne, NuBIS)

Le collège de la Marche, aussi appelé collège de la Marche-Winville, est un collège de l'ancienne université de Paris situé rue de la Montagne-Sainte-Geneviève.

## Histoire

### Collègue de la Marche
En 1362, Jean de La Marche puis son neveu ou frère Guillaume de la Marche, qualifié de maître ès arts, bachelier en droit et chanoine de Toul, obtiennent le bail de l'ancien collège de Constantinople, créé par Pierre, patriarche de Constantinople.
En 1420, le collège est transporté sur la montagne Sainte-Geneviève, à l'abri des crues de la Seine, où Guillaume de la Marche a acheté les bâtiments des religieux de Senlis.  À la mort de Guillaume de la Marche, son exécuteur testamentaire Beuve de Winville poursuit son œuvre et augmente le nombre de boursiers accueillis au collège. En 1565, une épidémie combattue par le docteur Ravin emporte le professeur Nicolas Brizard et de nombreux élèves.
Ce collège fonctionnera jusqu'en 1790. Toutefois, son principal, l'abbé constitutionnel Jean-Baptiste Coisnon, peut maintenir une pension privée dans une partie de l'ancien collège, dont le reste est transformé en caserne.

### L'Institution nationale des colonies
Sous le Directoire, le collège va renaître. En juin 1796, l'abbé Grégoire souhaite favoriser l'instruction des enfants issus des colonies françaises. Parmi ces derniers, on trouve des Blancs et des métis, descendants de planteurs, mais aussi des Noirs, depuis que les révoltes d'esclaves leur ont permis d'accéder au pouvoir dans la colonie de Saint-Domingue. Sur les conseils de Grégoire, le ministre de la Marine et des Colonies, Laurent Truguet, confie en 1797 à l'abbé Jean-Baptiste Coisnon la mission d'instruction dans les locaux de l'ancien collègue de la Marche. Parmi les enfants célèbres accueillis, on trouve Placide et Isaac, les aînés du général Toussaint Louverture. Lors de la création de l'Institution, les buts du Directoire sont notamment de « s'assurer dans la personne de ces enfants des otages de la fidélité de leurs pères devenus par la force des circonstances les maîtres absolus de la colonie. »

### Diverses affectations puis destruction

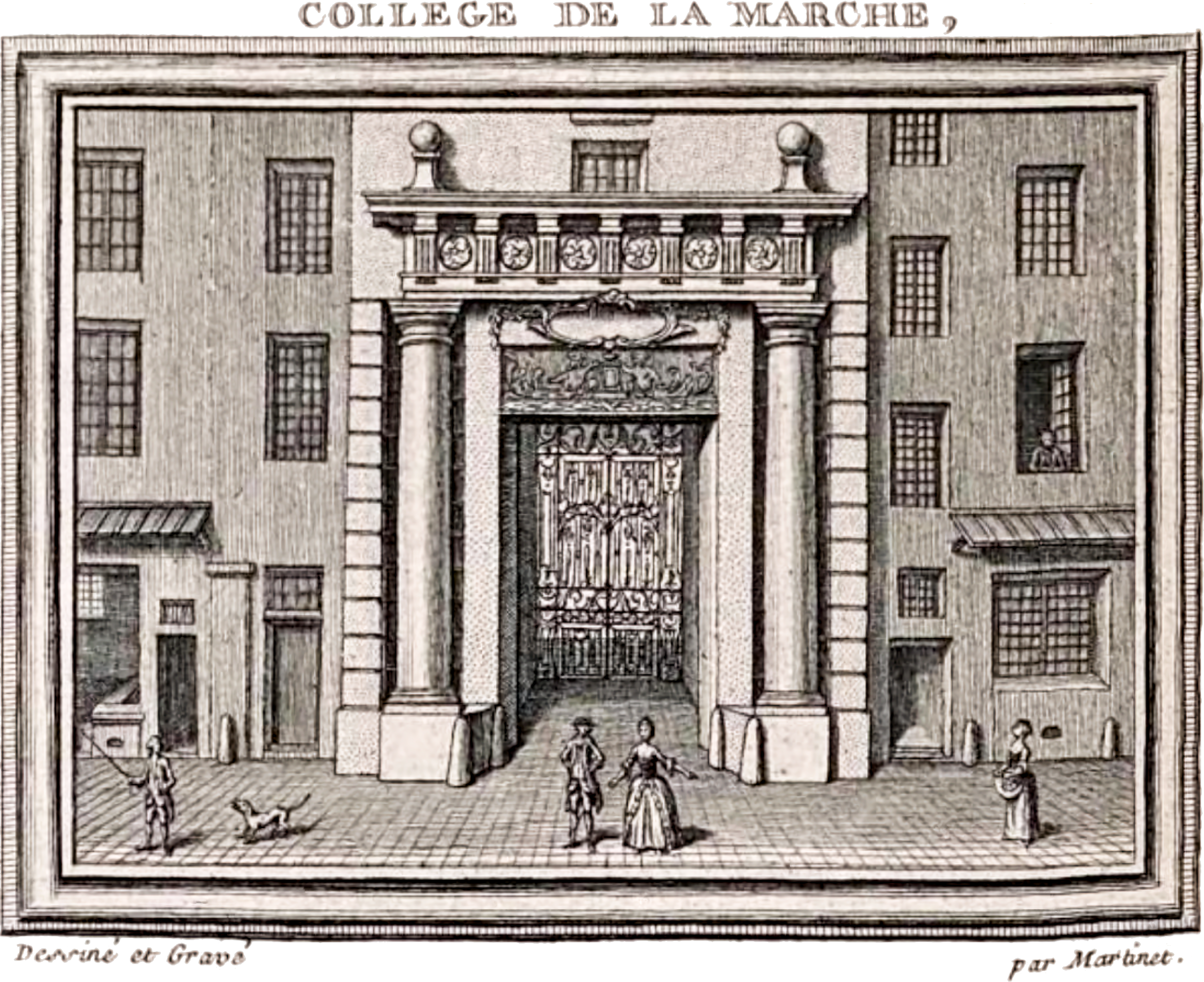
Entrée du collège de la Marche.

Les bâtiments seront donnés en 1808 à l'université de Paris. Les locaux deviendront une caserne en 1830, puis sous le Second Empire, ils seront démolis lors du percement de la rue des Écoles.

## Élèves et professeurs célèbres
Mathurin Cordier y fut professeur de latin. Jacques Delille et François d'Amboise y furent professeurs. Jean Calvin et Nicolas Malebranche y furent élèves. Dans sa biographie de la comtesse de Fiesque, Charles-Louis Livet indique que Charles de Fiesque y fut élève et lui trouve pour condisciples Pierre Chanut, Pierre Nicole, Marin Le Roy de Gomberville et Michel de Marolles.

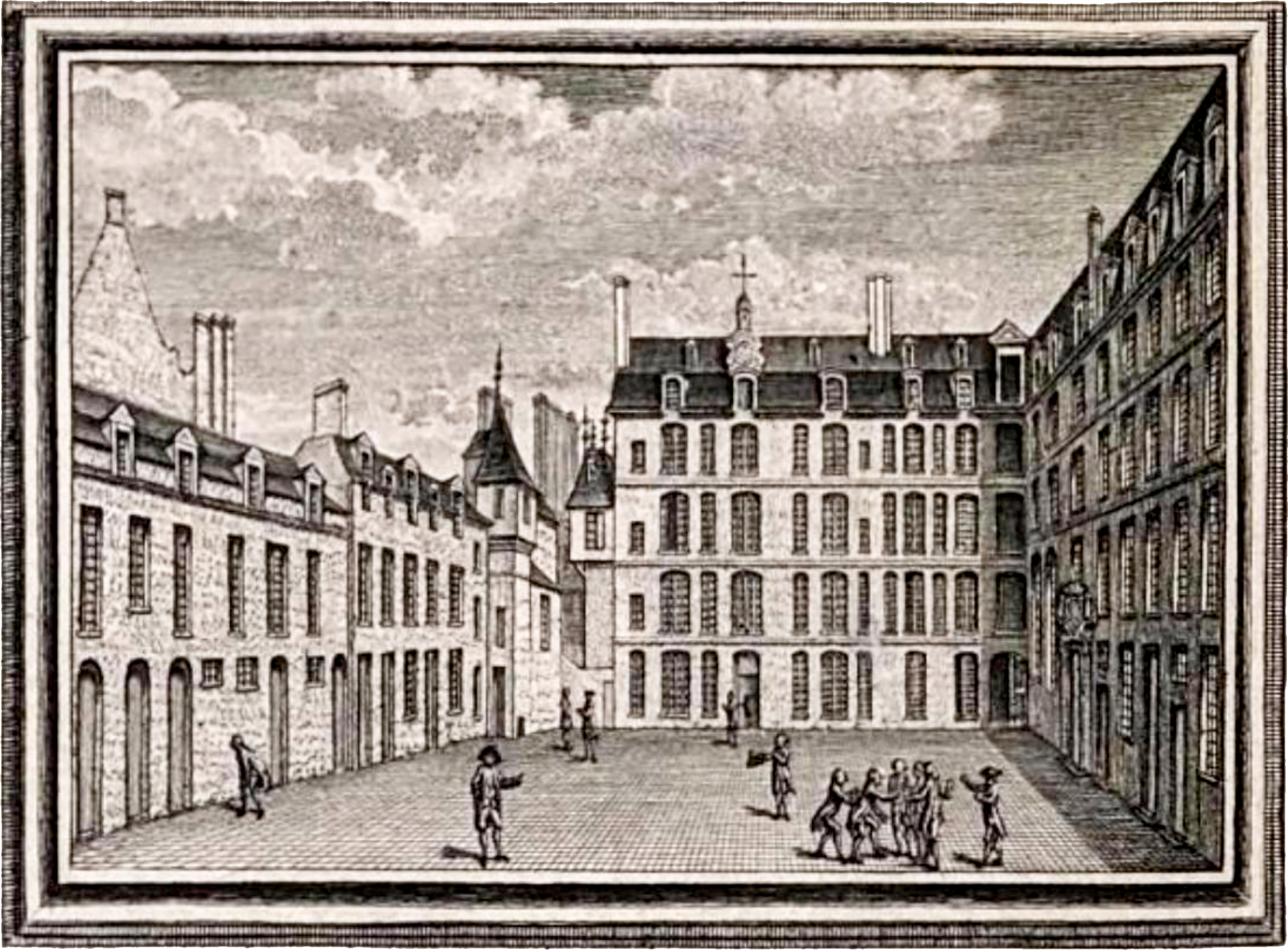
Cour du collège de la Marche.

- Pierre Augustin Bernardin de Rosset de Rocozels de Fleury (1717-1780), élève vers 1730, futur évêque de Chartres

## Sources
- Sebastian Münster, La Cosmographie universelle de tout le monde : en laquelle suiuant les auteurs plus dignes de foy, sont au vray descriptes toutes les parties, Paris, Michel Sonnius, 1575, 390 p., 2 vol. in 3 ; in-8º (OCLC 1105751707, lire en ligne), p. 197.
- Louis Moréri, Claude-Pierre Goujet et Etienne-François Drouet, Le Grand Dictionnaire historique, ou Le mélange curieux de l'histoire sacrée et profane, Éditions Les Libraires associés, chez Le Mercier, 1759, vol. 3, p. 817.
- Jacques Bins de Saint-Victor, Tableau historique et pittoresque de Paris depuis les Gaulois jusqu'à nos jours, t. 2, Louvain, Vanlinthout et Vandenzande, 1830, 687 p., 21 cm (OCLC 43247176, lire en ligne), p. 245.